# Thyrocarpus glochidiatus
Thyrocarpus glochidiatus är en strävbladig växtart som beskrevs av Maximowicz. Thyrocarpus glochidiatus ingår i släktet Thyrocarpus och familjen strävbladiga växter. Inga underarter finns listade i Catalogue of Life.